# گوالگوای
گوالگوای (به اسپانیایی: Gualeguay) شهری در کشور آرژانتین، ایالت انتره ریوز است که در سال ۲۰۰۹ میلادی، حدود ۳۵٬۹۶۳ نفر جمعیت داشته است.